# Théâtre municipal de Kuopio
Le Théâtre municipal de Kuopio (finnois : Kuopion kaupunginteatteri) est un théâtre  situé dans le quartier de Niirala à Kuopio en Finlande.

## Histoire
Conçu par Risto-Veikko Luukkonen et Helmer Stenros le bâtiment est terminé en 1963.